# Кубок Української РСР з хокею
Кубок Української РСР з хокею — хокейні змагання в Українській РСР за часів існування Радянського Союзу.

## Історія
Перший турнір, що мав формальну назву Кубок УРСР з хокею, відбувся в повоєнному 1949 році. Однак, в подальшому, володаря цього призу, а саме харківський «Локомотив», республіканська хокейна федерація вважала чемпіоном УРСР того року, а не володарем Кубку.
До ідеї проведення в республіці другого (поряд з чемпіонатом) хокейного турніру функціонери Федерації хокею УРСР повернулися 1970 року. Того року першим офіційним володарем Кубку УРСР з хокею стала команда дніпродзержинського «Хіміка», яка отримала перехідний трофей та дипломи першого ступеня.

## Призери змагань
| Сезон | Переможець                  | Фіналіст                   |
| ----- | --------------------------- | -------------------------- |
| 1970  | «Хімік» Дніпродзержинськ    | «Червоний Екскаватор» Київ |
| 1971  | «Хімік» Дніпродзержинськ    | ?                          |
| 1972  | «Дніпроспецсталь» Запоріжжя | ?                          |
| 1973  | «Червоний Екскаватор» Київ  | «Хімік» Дніпродзержинськ   |